# بالنيابة
بالنيابة، (بالإنجليزية: Ad interim)‏، العبارة (باللاتينية: abbr. ad int)، تعني حرفيا:
- «في الفترة الفاصلة بين».
- «في هذه الأثناء».
- وتعني أيضا «مؤقتًا».

المسؤول الدبلوماسي، الذي يعمل بدلاً من السفير، يدعى «القائم بالأعمال بالنيابة، أو المؤقت».
الاختصار «بالنيابة» (a.i.)، يستخدم في المسميات الوظيفية.. على سبيل المثال «مدير العمليات بالنيابة».